# Colchicum bivonae
Colchicum bivonae là một loài thực vật có hoa trong họ Colchicaceae. Loài này được Guss. miêu tả khoa học đầu tiên năm 1821.